# 弧矢一
弧矢一，即大犬座δ （Delta CMa, δ CMa, Wezen），是一颗位于大犬座的恒星，它是一颗视星等为+1.83的黄-白F型超巨星。自1943年以来，这颗恒星的光谱已成为其他恒星分类的稳定参考点之一。

## 可见度
弧矢一是大犬座内第三明亮的恒星，仅次于大犬座α（天狼星）和大犬座ε（弧矢七），视星等为+1.83，呈白色或黄白色。它位于天狼星东南偏南方向，距离约为10度，如果在英国附近的纬度上观测它，那么它最高只会升起至比地平线高11度的位置。疏散星团NGC 2354位于其以东仅1.3度的位置。与大犬座的其他天体一样，其最佳观测时间是北半球的冬季和南半球的夏季。在拜耳绘制的星图中，弧矢一位于大犬的后四分之一。

## 历史和命名

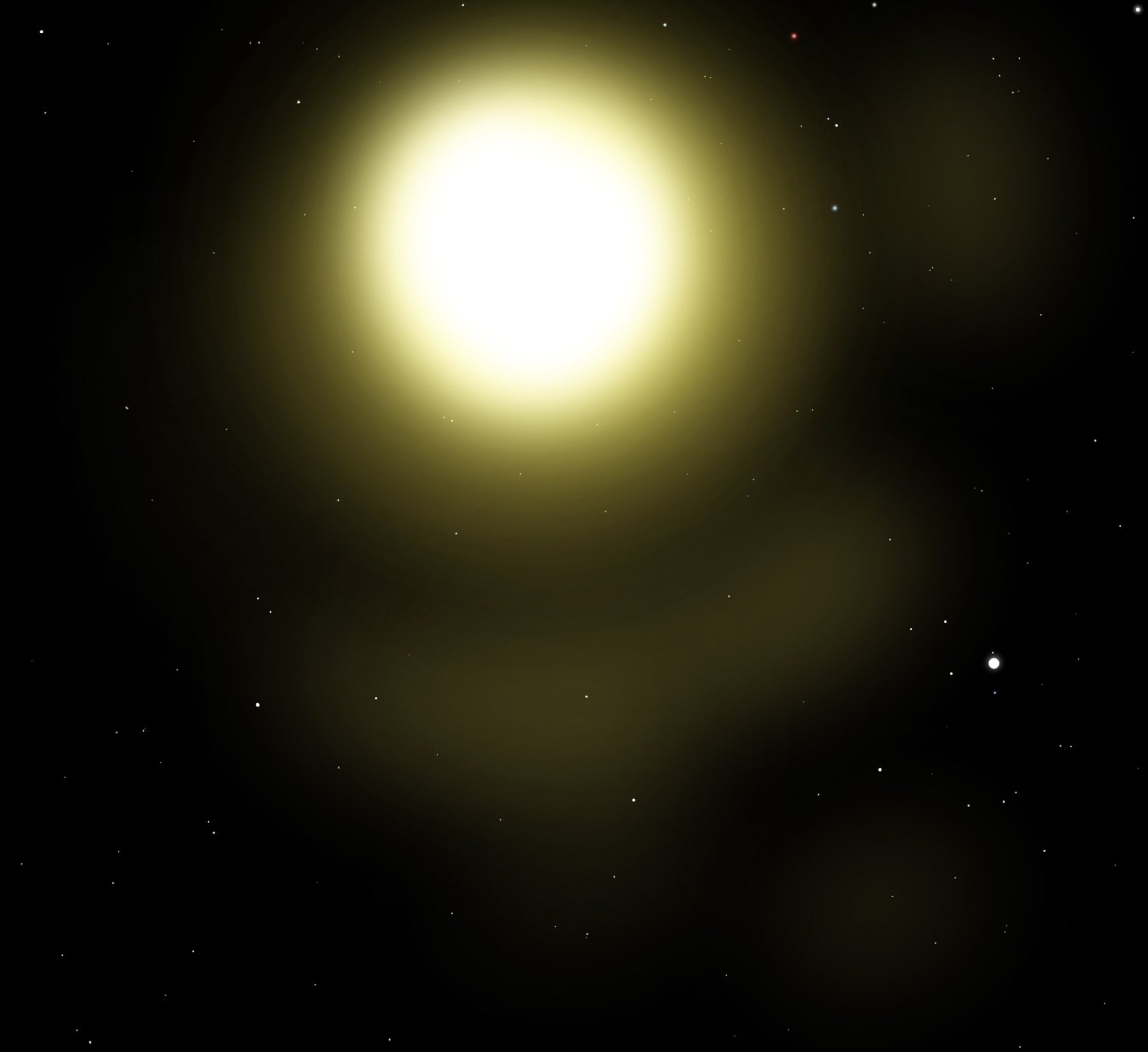
弧矢一（大犬座δ）的构想图

弧矢一（拉丁语为Delta Canis Majoris）的名字来自于拜耳命名法。
它在西方的传统名字为Wezen（也称 Wesen, 或者 Wezea），来源于阿拉伯语 وزن al-wazn，意为重量。在阿拉伯语中，这个名字是一对恒星中的一个，另一个是Hadar（意为土壤），如今是半人马座β的名字。目前还不清楚这对恒星最初是指半人马座α和β还是天鸽座α和β。不过无论如何，这个名字以某种方式适用于大犬座δ和天鸽座β。Richard Hinckley Allen认为这个名字代表了这颗恒星在北半球升起至地平线以上的难度。天文学家吉姆·凯勒曾提出考虑到其质量，这个名字也很适合于该恒星。
2016年，国际天文联合会组织了一个IAU恆星名稱工作組（WGSN），为恒星编制名称并使名称标准化。其在2016年7月的第一份公告中包含了由WGSN批准的前两批名称的表格，其中就包括了Wezen这颗恒星。
在中国，弧矢（Hú Shǐ）代表着弓和箭，指由大犬座δ（弧矢一）、大犬座η（弧矢二）、船尾座c（弧矢三）、船尾座χ（弧矢四）、船尾座ο（弧矢五）、船尾座k（弧矢六）、大犬座ε（弧矢七）、大犬座κ（弧矢八）和船尾座π（弧矢九）这九颗星组成的星官。因此外语环境中的“大犬座δ”在中文亦称为弧矢一。

## 特征
弧矢一是一颗F8型的超巨星，其半径约为太阳的215倍，表面温度约为5,818 K，质量约为太阳的17倍，绝对星等为-6.78，距离地球约1600光年。如果弧矢一距离地球和天狼星一样近的话，那它将有半个满月那么亮。它以48公里每秒的速度自转，因此可能需要一年的时间才能自转一周。弧矢一只有一千万年的历史，并且在其核心已经停止了氢聚变。由于其核心合成了更重的元素，它的外壳开始膨胀并冷却，在接下来的十万年里将变为一颗红色超巨星。当核心聚变为铁时，它将崩溃并爆炸，成为一颗超新星。

## 现代遗产
弧矢一是巴西国旗上27颗星之一，代表着巴西的罗赖马州。